# Charles Portis
Charles McColl Portis, född 28 december 1933 i El Dorado, Arkansas, död 17 februari 2020 i Little Rock, Arkansas, var en amerikansk författare mest känd för den klassiska westernromanen Mod i barm och för romanen Norwood, från 1966. Portis har beskrivits som "en av de mest uppfinningsrikt komiska författarna av westernlitteratur". Portis tjänstgjorde i USA:s marinkår under Koreakriget. Därefter studerade han till journalist på University of Arkansas. Under tiden på universitetet började Portis arbeta som journalist, något som han fortsatte med efter skolgången. Mellan åren 1960 och 1964 arbetade han på New York Herald Tribune. Därefter ägnade han sig att skriva böcker och var även tidvis frilansjournalist.
Portis har skrivit fem romaner:
- 1966: Norwood
- 1968: Mod i barm, originaltitel: True Grit
- 1979: The Dog of the South
- 1985: Masters of Atlantis
- 1991: Gringos

Både Norwood och Mod i barm har filmatiserats. Mod i barm har filmatiserats två gånger, dels 1969, De sammanbitna med John Wayne i huvudrollen, och dels True Grit i regi av Joel och Ethan Coen.